# Urgleptes xantho
Urgleptes xantho là một loài bọ cánh cứng trong họ Cerambycidae.